# Asesinato de Annie Le
Annie Le (San José, California; 3 de julio de 1985 - New Haven, Connecticut; 8 de septiembre de 2009) fue una joven estadounidense que fue asesinada en el Campus de la Universidad de Yale, donde realizaba su doctorado en Farmacología. Su cuerpo emparedado fue encontrado el 13 de septiembre de 2009, el día en el que estaba previsto que contrajera matrimonio. Cuatro días después, la policía detuvo al autor, Raymond J. Clark III, un técnico de laboratorio de Yale que trabajaba en dichas instalaciones. Clark se declaró culpable y fue condenado a 44 años de prisión.

## Vida personal
Le nació en San José (California), en el seno de una familia vietnamita-estadounidense. Pasó su infancia con sus tíos. Fue la mejor estudiante de su promoción en el instituto Union Mine de El Dorado Hills, y fue elegida "la más probable para ser el próximo Einstein". Tras obtener una beca de unos 160 000 dólares, estudió y se licenció en la Universidad de Rochester, especializándose en biología del desarrollo celular y en antropología médica.
Más adelante, fue aceptada en un programa de posgrado en la Universidad de Yale que le habría permitido obtener un doctorado en farmacología. Sus investigaciones tenían aplicaciones en el tratamiento de la diabetes y ciertas formas de cáncer. Estaba previsto que se casara el 13 de septiembre de 2009 en Syosset (Nueva York) con Jonathan Widawsky, estudiante de posgrado de Física Aplicada y Matemáticas en la Universidad de Columbia.
Anteriormente había escrito un artículo para la revista B Magazine de la Facultad de Medicina de Yale titulado "Crimen y seguridad en New Haven", publicado en febrero de 2009.

## Desaparición y muerte
La mañana del 8 de septiembre, Le salió de su apartamento y tomó el Yale Transit para dirigirse al Sterling Hall of Medicine, en el campus de Yale. Hacia las 10 de la mañana, se fue andando desde Sterling Hall a otro edificio del campus, en el número 10 de Amistad Street, donde se encontraba su laboratorio de investigación. Le había dejado su bolso, teléfono móvil, tarjetas de crédito y dinero en efectivo en su despacho de Sterling Hall. Entró en el edificio de Amistad Street poco después de las 10 de la mañana, tal y como muestran las imágenes de las cámaras de seguridad del edificio. Nunca se la vio salir del edificio. Aproximadamente a las 21 horas de la noche del 8 de septiembre, cuando Le aún no había regresado a su casa, una de sus cinco compañeras de piso llamó a la policía para denunciar su desaparición.
Como las grabaciones de seguridad no mostraban a Le saliendo del edificio por Amistad Street, la policía cerró todo el edificio para investigar. La policía también buscó pistas sobre el paradero de Le en el vertedero de Hartford, donde se incinera la basura de Yale. El FBI, el Departamento de Policía de New Haven y la Policía Estatal de Connecticut participaron en la búsqueda.
El domingo 13 de septiembre, fecha prevista para su boda, las autoridades descubrieron el cadáver de Le en una persecución de cables dentro de la pared de un laboratorio del sótano del edificio de Amistad Street. Anteriormente se había encontrado ropa ensangrentada encima de una placa del techo del mismo edificio, vigilado por unas 75 cámaras de seguridad. La entrada y las habitaciones del interior del edificio requieren tarjetas de identificación de Yale para poder abrirlas y acceder a ellas. El sótano donde se encontró el cadáver de Le albergaba animales que se utilizaban para experimentos e investigación. Debido a las elevadas medidas de seguridad del edificio, las autoridades y los funcionarios de Yale sostuvieron que sería extremadamente difícil que alguien sin una tarjeta de identificación de Yale entrara en el laboratorio del sótano, lo que les llevó a centrar su investigación en los empleados y estudiantes de Yale.
La autopsia del forense determinó que la muerte de Le fue consecuencia de "asfixia traumática por compresión del cuello". El 17 de septiembre, la policía detuvo a Raymond Clark, un técnico de laboratorio de 24 años que había estado trabajando en el mismo edificio. El día anterior fue detenido después de que la policía obtuviera una orden para recoger su ADN; fue puesto en libertad tras proporcionar una muestra.

## Cobertura en medios
El caso de Annie Le generó una frenética cobertura mediática, con un productor de noticias atropellado en una reunión informativa. Algunos comentaristas sugirieron que la atención prestada por los medios de comunicación fue desproporcionada en comparación con la prestada a otras víctimas de asesinato. Jack Shafer, colaborador de Slate, opinó que "los periodistas casi en todas partes observan esta regla general: "Tres asesinatos en una universidad del Medio Oeste equivalen a un asesinato en Harvard o Yale". MariAn Gail Brown, columnista del Connecticut Post, argumentó que existe un "orden jerárquico en muchas cosas", incluida la investigación de crímenes, y que el asesinato de Le atrajo la atención de los medios porque era una institución perteneciente a la elitista Ivy League y "alguien que podría ganar mucho dinero, alguien que posee un potencial ilimitado, además de ser atractiva".

## Enjuiciamiento
Tras su detención, Clark quedó en libertad bajo fianza de 3 millones de dólares en la MacDougall-Walker Correctional Institution, una prisión de máxima seguridad de Suffield (Connecticut). Compareció ante el Tribunal Superior de Connecticut el 6 de octubre de 2009, pero no se declaró culpable de los cargos. Su vista se retrasó hasta el 26 de enero de 2010, ya que no se había puesto a disposición de los abogados todo el material del caso. Clark se declaró inicialmente inocente el 26 de enero. Su audiencia previa al juicio fue programada para el 3 de marzo de 2010, en New Haven, con el procesamiento de las pruebas previas al juicio programado para el 26 de julio. En octubre de 2010, el caso de Clark fue continuado y otra audiencia fue programada para el 9 de febrero de 2011.
En marzo de 2011, Clark se declaró culpable del asesinato de Le a cambio de una pena de prisión de 44 años. En un cargo adicional de un intento de agresión sexual de Le, entró en una declaración de Alford, una declaración de culpabilidad que no admite los hechos, pero admite la suficiencia de las pruebas en su contra. Clark entró oficialmente las declaraciones el 17 de marzo y fue condenado formalmente a 44 años de prisión el 3 de junio. En su sentencia, Clark asumió la responsabilidad de sus acciones y expresó remordimiento por el asesinato.